# Гіяс ад-Дін
Гіяс ад-Дін (*д/н — 1329) — 5-й малік Держави Куртів у 1307—1329 роках.

## Життєпис
Син маліка Рукн ад-Діна II. Про молоді роки обмаль відомостей. Після загибелі брата — маліка Фахр ад-Діна у війні проти ільхана Олджейту у лютому 1307 року оголошений новим володарем Герату. За цим невдовзі визнав владу Хулагуїдів, оскільки зверхники Куртів: чагатайський хан Дува помер, а Нікудерійська Орда втягнулася в запекле протистояння з Делійським султанатом. 1308 року Олджейту підтвердив титул та володіння Гіяс ад-Діна. Водночас захопив свого брата Ала ад-Діна, що також претендував на трон.
1314 року вимушен був протистояти вторгненню чагатайського хана Кепека, якому несподівано на допомогу прибув Дауд-Ходжа, хакім Нікудерійської Орди. В результаті ворог зайняв Герат. Але Гіс ад-Дін втік до хайлару й продовжив чинити спротив до підходу основних сил ільхана. 1315 року війська Куртів брали участь у битві на річці Мургабе, де Олджейту зазнав поразки від Кепека і Дауд-Ходжи. Наслідком цього стала встановленням зверхності останніх над Куртами. Гіяс ад-дін втратив Герат, який було передано Ясавуру, родичу Кепека. Останній вимушен був повернувся до Мавераннахру.
Залежність від Ясавура завершилася 1317 року, коли той зазнав поразки від ільхана Абу-Саїда Багадура. Невдовзі за цим Гіяс ад-Дін повернув собі Герат. Намагався маневрувати у війні ільхана і Ясавура з одного боку й Чагатаїв з південними нікудерійцями (караунасами) з іншого. 1320 року в результаті перемоги останніх знову опинився під зверхністю Чагатайського улуса. Поступово зумів перетворити Герат на потужну фортецю.
У серпні 1326 року здійснив хадж до Мекки. На зворотньому шляху номінально визнав владу ільхана, який на той час вимушен був вести запеклу боротьбу із Золотою Ордою. 1327 року повернувся до Герату. 1328 року надав прихисток колишньому еміру Чобану, але зрештою видав його Абу-Саїду Багадуру.
Помер Гіяс ад-Дін 1329 року. Йому спадкував старший син Шамс ад-Дін Мухаммад II.